# Myszyniec-Koryta
Myszyniec-Koryta (prononciation : [mɨˈʂɨɲet͡s kɔˈrɨta]) est un village polonais de la gmina de Myszyniec dans le powiat d'Ostrołęka de la voïvodie de Mazovie dans le centre-est de la Pologne.

## Histoire
De 1975 à 1998, le village appartenait administrativement à la voïvodie d'Ostrołęka.